# زعامت (عثمانی)
زعامت نوعی از مالکیت زمین در امپراتوری عثمانی بود که به صورت اعطای زمین یا اموال از سوی سلطان عثمانی به یک فرد در ازای خدماتش، به ویژه خدمات نظامی، انجام می‌شد. نظام زعامت توسط عثمان یکم پایه گذاری شد که به سربازانش حق تصرف زمین را اعطا کرد. بعدها، این سیستم توسط مراد یکم برای سپاهیانش گسترش یافت.
این نظام توزیع اراضی و مدیریت قلمروهای فتح شده را برای سلاطین عثمانی تسهیل می کرد. این نظام به سرداران و فرماندهانی که مناطق را فتح می‌کردند، اعطا می‌شد و نوعی پاداش نظامی محسوب می‌شد. در این سیستم، زعامت‌ها اغلب به عنوان اقطاع (واحدهای اداری-نظامی) به فرماندهان فاتح داده می‌شدند تا مسئولیت حکومت‌داری و دفاع از آن منطقه را بر عهده بگیرند.
این نظام با تیمار (سیستم مشابهی برای اعطا زمین به سربازان) ارتباط داشت، اما زعامت معمولاً به مقام‌های بالاتر و در مقیاس گسترده‌تری اعمال می‌شد. در دوره‌های بعدی، به دلیل تغییرات در مدیریت امپراتوری، این نظام به تدریج ضعیف شد و در نهایت در سال ۱۸۳۹ میلادی منحل گردید.